# Nicolás Gallardo Vásquez
Nicolás Iván Gallardo Vásquez (San Andrés, 1993) es un empresario y político colombiano, que se desempeñó como Gobernador de San Andrés y Providencia hasta su destitución por doble militancia.

## Biografía
Nació en San Andrés, hijo del empresario hotelero Jesús Gallardo Archbold y sobrino del Representante a la Cámara Julio Gallardo Archbold. Estudió Administración de Empresas en la Universidad Americana, en Washington D. C. y posee una Maestría en Gestión Pública de la Universidad de los Andes.
Durante la mayor parte de su carrera, se dedicó a trabajar la cadena hotelera de su familia, siendo Gerente de HTL Solutions, Gallardo Vásquez S. Hotelería Construcción y Desarrollo Inmobiliario y del Hotel El Dorado.
En las elecciones regionales de 2019 se presentó como candidato a la Gobernación de San Andrés y Providencia por el Partido Liberal, obteniendo 10.286 votos y quedando en segunda posición, por lo cual se le otorgó una curul en la Asamblea Departamental de San Andrés y Providencia, donde presidió la Comisión de Desarrollo. En las elecciones regionales de 2023 se volvió a presentar como candidato del Partido Liberal a la gobernación, así como con el apoyo del Partido Cambio Radical, el Partido Conservador y el Partido Centro Democrático, resultando electo esta vez con más de 20.000 votos y del 70% del total, la mayor votación en la historia del departamento.